# Dominique Marie Varlet
Dominique Marie Varlet (ur. 15 marca 1678 w Paryżu, zm. 14 maja 1742 w Rijswijk) – francuski duchowny, misjonarz, biskup tytularny Askalonu, biskup-nominat Babilonu.

## Życiorys

### Początki drogi kapłańskiej
Dominique Marie Varlet pochodził z rodziny aktorskiej. Był synem Achillesa Varleta zwanego Sieur de Verneuil i Marii z domu Vallée. Jego stryjem był członek trupy Moliera, Charles Varlet zwany La Grange.
Varlet nie kontynuował tradycji rodzinnych. Już w młodym wieku obrał drogę kariery duchownej. Wpływ na to miało zachowanie jego ojca Achillesa Varlet, który pod koniec swojego życia poświęcił się pasji religijnej i osiadł wraz z rodziną na Mont Valérien, gdzie przystąpił do wspólnoty modlitewnej o przekonaniach augustiańskich oraz przestrzegającej w bardzo rygorystyczny sposób nauki o łasce.
Dominique Marie Varlet wychowywany w duchu augustynizmu kształcił się w należącym do oratorian Séminaire de Saint-Magloire w Paryżu. W 1701 roku otrzymał tytuł bakałarza w Collège de Navarre. W 1706 roku został doktorem teologii na Sorbonie. W czasie studiów otwarcie sympatyzował z jansenizmem i od 1699 roku należał do kongregacji Prêtres du Calvaire blisko związanej z tym ruchem teologiczno-duchowym. Poświęcał się również nauce języków orientalnych, a także poznawaniu kultury i religii Bliskiego Wschodu.
W 1706 roku Dominique Marie Varlet przyjął święcenia kapłańskie i rozpoczął posługę duchowną jako wikariusz w archidiecezji paryskiej. W 1708 roku został proboszczem na parafii rzymskokatolickiej w Conflans-Sainte-Honorine, gdzie znajdowała się letnia rezydencja kardynała Louisa de Noailles. Nie mogąc pogodzić się z zastanym na miejscu rozwiązłym trybem życia kleru i dworu arcybiskupiego zrezygnował jednak z tego stanowiska i w 1711 roku wstąpił do Towarzystwa Misji Zagranicznych.

### Misja w Ameryce
Jako członek Towarzystwa Misji Zagranicznych Dominique Marie Varlet miał nadzieję, że zostanie wysłany na Bliski Wschód, gdyż studiował języki orientalne. W 1712 roku skierowano go jednak do pracy w Nowej Francji, gdzie miał pracować wśród Tamarcasów i Kaskaskiasów. Było to podyktowane polityką zarządu zgromadzenia, który w tym czasie wspierał swoim duchowieństwem rozwój diecezji Quebec.
W 1713 roku Varlet przybył do Ameryki Północnej. Z grupą francuskich duchownych odbył wielomiesięczną podróż po Luizjanie wzdłuż rzeki Missisipi. Przebywał w Cahokia i forcie Saint Louis. 6 października 1715 roku został nominowany na stanowisko wikariusza generalnego diecezji Quebec dla terytoriów Mississippi i Illinois. Jako administrator nowego terytorium wszedł w zatarg z misjami zakonów karmelitów i jezuitów, które działały niezależnie od struktur diecezjalnych. W 1717 roku musiał przedsięwziąć podróż do miasta Quebec, aby odpocząć oraz pozyskać nowych księży do pracy na placówkach w Luizjanie. Tam dowiedział się o nominacji na koadiutora biskupa Babilonu, Louisa Marie Pidou de Saint-Olon.
W 1718 roku powrócił z Ameryki Północnej do Francji w związku z otrzymaniem nowych instrukcji z zarządu Towarzystwa Misji Zagranicznych i skierowaniem do pracy misyjnej w Persji.

### Biskup misyjny
Dominique Marie Varlet powrócił do Francji w listopadzie 1718 roku i rozpoczął przygotowania do kolejnej podróży. Zadaniem, które powierzyła mu Kuria Rzymska było jak najszybsze dotarcie incognito do Persji i udzielenie konsekracji biskupom wakujących diecezji.
17 lutego 1719 roku Varlet został konsekrowany w Paryżu na biskupa tytularnego Askalonu, a 20 lutego 1719 roku otrzymał papieską nominację na biskupa Babilonu. Następnie wyjechał z Francji, formalnie w celu podjęcia pracy dyplomatycznej, a faktycznie objęcia wakującego biskupstwa in partibus infidelium z siedzibą w Hamadanie.
W drodze na wschód biskup Askalonu został sekretarzem francuskiego konsula Etienne'a le Chevalier de Padery. Misja ta wybrała drogę przez Amsterdam skąd miała statkiem dotrzeć do Sankt Petersburga. Podczas pobytu w Niderlandach, na prośbę miejscowych duchownych Varlet udzielił sakramentu bierzmowania kilkuset  katolikom. Akt ten spowodował stanowczą reakcję internuncjusza Vincenzo Santiniego, a następnie Kurii Rzymskiej. W tym czasie bowiem rzymskokatoliccy księża w Holandii byli podejrzewani o pomoc i ukrywanie zbiegłych z Francji przywódców jansenizmu, a papież od czasu sprawy o herezję arcybiskupa Petrusa Codde nie wydawał zgody na działalność duszpasterską biskupów katolickich w Republice Zjednoczonych Prowincji.
W maju 1719 roku Varlet przybył do Sankt Petersburga. Otrzymał wiadomości o nowych wytycznych Kongregacji Rozkrzewiania Wiary, a dotyczących wydania przez papieża dokumentów Unigenitus i Pastoralis Officii oraz o potencjalnej karze kościelnej mającej związek z udzieleniem bierzmowania na terenie Republiki Zjednoczonych Prowincji. Dominique Marie Varlet nie zdając sobie sprawy z konsekwencji zignorował te informacje. Nie podjął stanowczej reakcji. Wysłał jedynie list, w którym tłumaczył Kurii Rzymskiej swoje zachowanie i wyjechał w głąb Rosji.
7 maja 1719 roku za nieposłuszeństwo Varlet został obłożony suspensą. 1 listopada 1719 roku dotarł z poselstwem francuskim do Szamake w perskiej prowincji Szyrwan, gdzie zamieszkał u jezuitów. 15 marca 1720 roku podczas pobytu w tym mieście dostarczono mu pismo biskupa Isfahanu informujące o nałożonym na nim zakazie sprawowania sakramentów, pozbawieniu uposażenia i funkcji ordynariusza in partibus infidelium. Varlet natychmiast podjął podróż powrotną do Europy, aby apelować w Kurii Rzymskiej o cofnięcie tej decyzji.
W lipcu 1721 roku powrócił do Paryża i zgłosił się o pomoc do zarządu Towarzystwa Misji Zagranicznych. Zastał jednak swoich współbraci misjonarzy w trudnej sytuacji. Środowisko francuskich duchownych było pod presją i obarczone obawami. W archidiecezji paryskiej trwały wówczas czystki na stanowiskach w hierarchii kościelnej. Prześladowano kler sprzyjający jansenizmowi i apelantom. Brak wcześniejszego podporządkowania się dokumentom papieskim Unigenitus i Pastoralis Officii nie pozwalały suspendowanemu Varletowi na szybkie załatwienie jego sprawy i znalezienie odpowiednio wpływowych obrońców. Obawiając się aresztowania w Paryżu i chcąc pozostać w ukryciu Varlet udał się do Régennes, gdzie przebywał incognito kilka miesięcy na dworze projansenistycznego biskupa Auxerre, Charlesa de Caylus.
W 1722 roku na zaproszenie księdza Jacoba Krijsa, Varlet wyjechał do Republiki Zjednoczonych Prowincji. Zamieszkał w domu kupca Arnolda de Brigode Dubois w Amsterdamie, skąd podjął się swojej obrony i korespondencji z Kongregacją Rozkrzewiania Wiary. Kilkakrotnie wysyłał listy do Rzymu, aby ostatecznie 15 lutego 1723 roku złożyć oficjalny protest, w którym odwołał się do rozstrzygnięcia ze strony soboru powszechnego.
Obecność francuskiego biskupa misyjnego i jego trudną sytuację w relacjach z Kurią Rzymską postanowili wykorzystać miejscowi księża wikariatu apostolskiego Batawii, a od 1702 roku pozostający w konflikcie z papieżem. Tym razem Varlet miał stać się kartą przetargową dla ich własnej sprawy. 16 listopada 1722 roku kapituła w Utrechcie ogłosiła decyzję o planowanym wyborze arcybiskupa Utrechtu i 27 kwietnia 1723 roku samodzielnie nominowała spośród kanoników, bez porozumienia z Rzymem, nowego ordynariusza. Zwróciła się także z prośbą do Dominique'a Varleta, aby ten konsekrował elekta Corneliusa Steenovena.

### Ekskomunika
Dominique Marie Varlet za radą i argumentacją prawną przedstawioną przez Zegera van Espena oraz innych wybitnych kanonistów z Lowanium i Sorbony, a badających casus elekcji Corneliusa Steenovena, zgodził się udzielić konsekracji wybrańcowi kapituły. Podjął również korespondencję z kilkoma biskupami, aby upewnić się co do swoich wątpliwości odnośnie do kanonów apostolskich. Po otrzymaniu od nich pozytywnych odpowiedzi przystąpił do święceń.
15 października 1724 roku w prywatnej kaplicy domowej w Amsterdamie Varlet dokonał samodzielnie aktu konsekracji nowego arcybiskupa Utrechtu. Czynem tym zaciągnął na siebie ekskomunikę latae sententiae. Kara ta została potwierdzona 22 lutego 1725 roku przez papieża Benedykta XIII w brewe Qua Sollicitudine. Tzw. Schizma utrechcka z 1724 roku doprowadziła do utworzenia w Republice Zjednoczonych Prowincji niezależnego od Stolicy Apostolskiej Rzymskokatolickiego Kościoła Starobiskupiego Kleru zwanego Kościołem Utrechtu.
W 1725 roku Varlet opublikował dwukrotnie apologię przeciw oskarżeniom o złamanie prawa kościelnego. Przeczuwając, że zwykłą pokutą i złożeniem przysięgi na konstytucję Unigenitus może nie odzyskać uposażeń z tytułu pełnionej funkcji biskupa oraz czeka go proces inkwizycyjny, odrzucił propozycje powrotu do Francji. Po śmierci arcybiskupa Corneliusa Steenovena pozostał jako episcopus vagans w Niderlandach. Udzielał się w życiu Kościoła Utrechtu, pełniąc mimo kar kościelnych, posługę duchowną. Publikował i wypowiadał się w kwestiach religijnych, które miały związek z ówczesnymi wydarzeniami w środowisku katolików Francji i Holandii (m.in. cud i kult diakona François de Pâris). W latach 1725–1739 konsekrował trzech kolejnych arcybiskupów Utrechtu: Corneliusa Barchmana Wuijtiersa, Theodorusa van der Croona i Petrusa Meindaertsa.
Pod koniec życia na skutek zaćmy zaczął tracić wzrok, kilkakrotnie miał ataki apopleksji. Zmarł na udar mózgu, którego doznał podczas pobytu w domu swoich francuskich przyjaciół w Rijswijk. Pochowany został w Utrechcie.

## Postać biskupa w dziejach Kościoła
Większość współcześnie żyjących biskupów starokatolickich, część biskupów anglikańskich i luterańskich oraz znaczna część biskupów niezależnych określanych jako episcopi vagantes posiada sukcesję apostolską pochodzącą poprzez Kościół Utrechtu od biskupa Varleta.
W Polsce sukcesję apostolską z linii biskupa Dominique’a Varleta posiadają biskupi (stan – 2010 rok):
- Kościoła Katolickiego Mariawitów w RP
- Kościoła Polskokatolickiego w RP
- Kościoła Starokatolickiego w RP
- Kościoła Starokatolickiego Mariawitów w RP

Ponadto w Polsce sukcesję apostolską z linii biskupa Dominique’a Varleta posiadał duchowny rzymskokatolicki Władysław Faron, który przed II wojną światową był biskupem Polskiego Narodowego Kościoła Katolickiego. Prawdopodobnie miał ją również duchowny luterański i pierwszy prezes Polskiej Rady Ekumenicznej, Zygmunt Michelis, który 26 kwietnia 1953 roku ordynował biskupa Karola Kotulę na zwierzchnika Kościoła Ewangelicko-Augsburskiego w Polsce.